# Isabelle Collombat (écrivaine)
Pour les articles homonymes, voir Collombat et Isabelle Collombat.
Isabelle Collombat, née en 1970 à Lille, est une écrivaine, journaliste et scénariste française. Elle écrit des histoires, des romans, des BD, du théâtre et des vidéos pour les jeunes qui apprennent le français en tant que langue étrangère.

## Biographie
Titulaire d’une maîtrise d’études franco-allemandes, Isabelle Collombat est diplômée de l’École supérieure de journalisme de Lille.
Reporter radio puis rédactrice en chef d'un journal pour les maires ruraux, elle travaille depuis plus de vingt ans pour les éditions Klett Verlag, basées à Stuttgart, au sein d’équipes franco-allemandes et écrit des histoires (romans, BD, manuels scolaires, pièce de théâtre) destinées à de jeunes Allemands et Européens qui apprennent le français. 
Autrice de littérature jeunesse depuis 2006, elle mêle dans ses romans histoires intimes et grands mouvements de l’Histoire (migrations, marches des jeunes pour le climat, génocide des Tutsi au Rwanda, déforestation de l’Amazonie...),,. 
En 2014, elle est lauréate de la bourse d’écriture Beaumarchais pour écrire le scénario adapté de son roman « Bienvenue à Goma » (éditions du Rouergue). 
En 2021, elle écrit plusieurs histoires du podcast pour enfants sur le monde animal, Bestioles, que France Inter coproduit avec le Muséum national d'histoire naturelle,,.
En 2024, elle a publié sous le nom d'Isabelle Darras un récit "Après la pluie d'avril" (Bayard éditions) dans lequel elle relate ses rencontres avec des Rwandais qui ont survécu au génocide des Tusi alors qu'ils étaient enfants ou adolescents en 1994.

## Publications

### Album documentaire
- Des héros pour la terre, Actes Sud Junior, 2016 (traduit en coréen)[9],[10],[11]

### Bande-dessinées
- Combattantes - Rugby, une histoire de femmes, dessin Sophie Bouxom[12] Actes Sud Junior, 2022 [13],[14]
- Le pou, dessin Julie Colombet[15] Hélium, 2022, une BD adaptée du podcast de France Inter "Bestioles" [16],[17]

### Nouvelles
- Partir, Éditions Thierry Magnier, 2014[18]

### Reportage
- Les clandestines de l'ovalie, Revue XXI numéro 60, 2022[19]

### Romans enfants, ados et jeunes adultes
- Rachel Carson - Le monde doit savoir, Albin Michel Jeunesse, 2023[20]
- Rachel Carson : « Non à la destruction de la nature », Actes Sud Junior, 2021[21]
- La fille des manifs, Syros, 2020[22]
- La mémoire en blanc, Éditions Thierry Magnier, 2015
- La tête de mon brochet, Éditions Thierry Magnier, 2013
- En cavale, Éditions Thierry Magnier, 2012
- Janusz Korczak : « Non au mépris De L’enfance », Actes Sud Junior, 2012, réédité en 2016 (traduit en coréen et en turc)[11],[23],[24]
- Chico Mendes : « Non à la déforestation », Actes Sud Junior, 2010, réédité en 2017 (traduit en allemand et en arabe)[25]
- Quand mon frère reviendra, Éditions du Rouergue, 2009[26]
- L’entrée des artistes, Bayard Presse, Magazine Dlire N°123, 2009
- Bienvenue à Goma, Éditions du Rouergue, 2008[27],[28]
- Dans la peau des arbres, Éditions du Rouergue, 2006

### Romans franco-allemands pour ados
- Nathan et son berliner Bruder, Syros, 2017
- Emma et la japanische Mangaka, Syros, 2016

## Prix et distinctions

### Récompenses
- 2008 : Prix Amerigo-Vespucci Jeunesse pour son roman Bienvenue à Goma(Éditions du Rouergue)[29]
- 1992 : Grand Prix de l’association des lauréats des bourses de voyage Zellidja pour ses récits de voyage en ex-RDA en 1990 (Une Allemagne unifiée ou l’État dans l’État) et au Japon en 1991 (Les loisirs au Japon)[30]

### Sélections
- La fille des manifs (Syros) : Sélection 2020 du Prix 12/17 de la Foire du livre de Brive
- La mémoire en blanc (éditions Thierry Magnier) : Sélection du ministère de l’Éducation nationale dans la liste de lecture « Littérature pour les collégiens »[31], Grand Prix du jeune Lecteur à Casablanca au Maroc 2016
- Janusz Korczak : « Non au mépris de l’enfance » (Actes Sud junior) : Sélectionné en 2015 par le ministère de l’Éducation nationale dans la liste de lecture pour les collégiens « Seconde Guerre mondiale »
- Partir (éditions Thierry Magnier) : Prix Sgdl « Premier recueil de nouvelles » 2014,
- La tête de mon brochet (éditions Thierry Magnier) : Prix Sorcières 2014[32]
- Quand mon frère reviendra, éditions du Rouergue, Prix des lycéens autrichiens 2010, Prix des Incorruptibles
- Dans la peau des arbres, éditions du Rouergue, Prix des lycéens allemands 2007-2008, Prix des lycéens autrichiens, Prix Chronos.